# Motorradfrosch
Der Motorradfrosch (Ranoidea moorei, Synonym: Litoria moorei), im Englischen als „motorbike frog“ bezeichnet, auch bekannt als Westlicher Gold-Laubfrosch oder Moore'scher Frosch, ist ein bodenbewohnender Frosch aus dem südwestlichen Australien. Er gehört zur Unterfamilie der Australischen Laubfrösche innerhalb der Familie der Laubfrösche. Der Motorradfrosch hat seinen Namen durch seinen Paarungsruf erlangt, welcher dem Schaltvorgang eines Motorradgetriebes stark ähnelt. Ranoidea moorei gehört zum Ranoidea-aurea-Komplex, der außer ihm noch den Gold-Laubfrosch Ranoidea aurea, Ranoidea raniformis, Ranoidea dahlii und Ranoidea cyclorhynchus umfasst.

## Merkmale

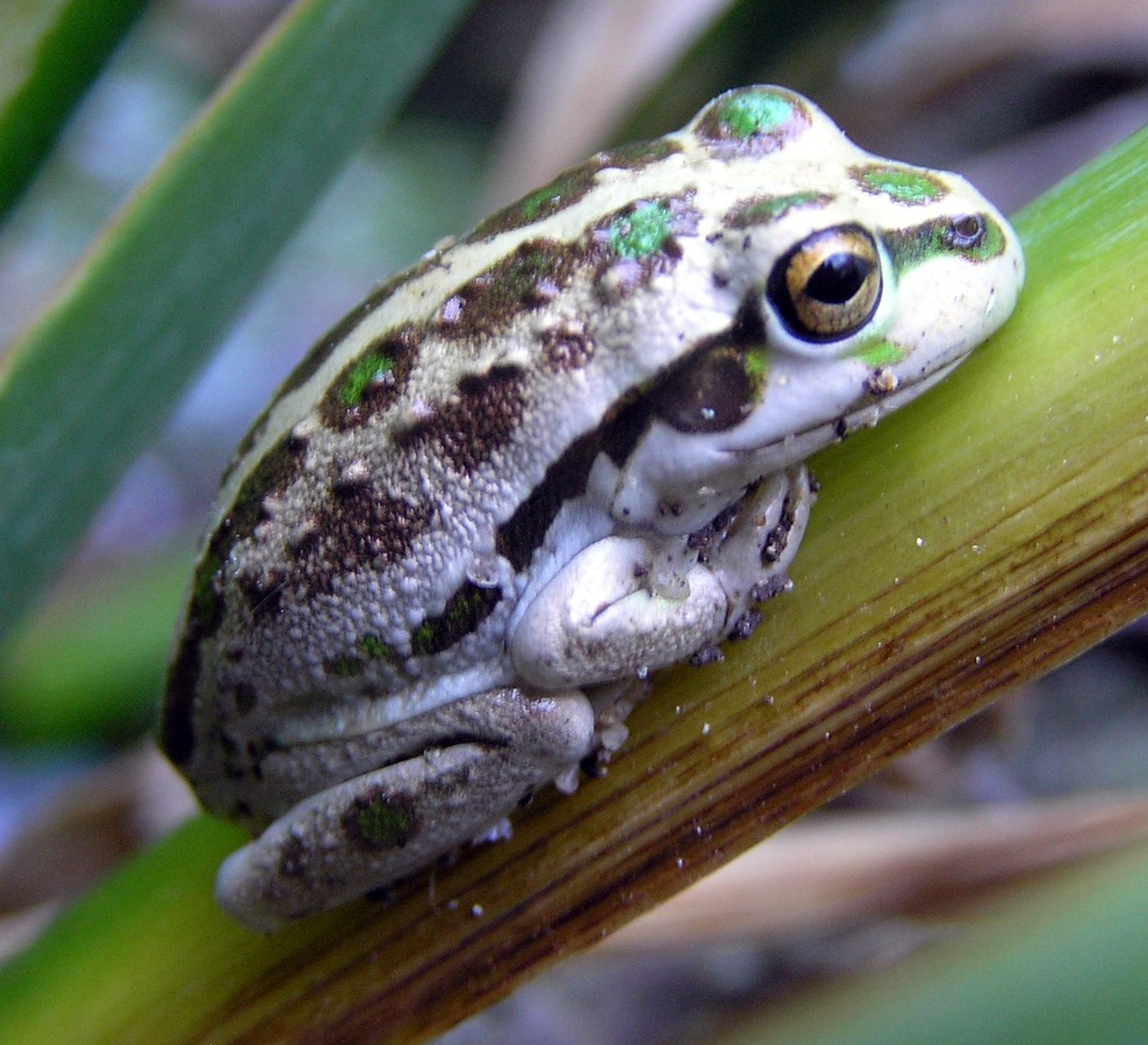
Ein Litoria moorei-Jungtier.

Motorradfrösche sind sehr geschickt darin, sich selbst in ihrer Umgebung zu tarnen (Mimese); dabei ist ihre Hautpigmentierung ausschlaggebend, welche farblich von dunkelbraun über grün bis goldfarben reicht. Die Bauchseite ist dabei heller und besitzt eine meist blassgrüne bis hellbraune Maserung.
Wie für Laubfrösche üblich, besitzt der Motorradfrosch kleine Saugnäpfe auf den Zehen, die beim Erklimmen schwieriger senkrechter Oberflächen nützlich sind. Ebenso besitzt das Tier kraftvolle Hintergliedmaßen und mit Schwimmhäuten versehene Zehen. Während der Paarungssaison bilden die Männchen Brunstschwielen heraus, mit welchen das Weibchen während der Begattung festgehalten wird.
Die Kaulquappen der Art weisen einen dunkelbraunen Körper mit einem silbernen Schimmer darunter auf. Anfänglich eher klein, wachsen diese jedoch sehr schnell bis auf eine Größe von etwa 80 mm heran. Instinktiv verstecken sich die Kaulquappen in der Vegetation, kommen jedoch schnell heraus, wenn Nahrung in  Reichweite gelangt. Die meiste Zeit in dieser Entwicklungsstufe verbringen sie in Gruppen, um sich selbst besser zu schützen.

## Verbreitung und Gefährdung
Das Tier ist in weiten Teilen Südwest-Australiens zu finden, wie zum Beispiel in Port Gregory, nördlich von Geraldton, in Richtung von Albany und Umgebung und im Landesinneren bis zum Westaustralischen Weizengürtel. Ebenso wird es in der Gegend um Perth angetroffen, bevorzugt in küstennahen, flachen Lebensräumen. Der Motorradfrosch erfreut sich dort besonderer Beliebtheit, da er der am häufigsten zu findende Frosch in den Hausgärten ist.
Seen, Sümpfe, Gartenteiche und Stauseen gehören zu den bevorzugten Revieren des Frosches, dort sind sie oft  auf Pflanzenstängeln oder anderen erhöhten Plätzen zu finden, an denen sie in der Sonne baden. Ohne Wasser können sie dennoch geraume Zeit weiterleben, wenn es erforderlich wird.
Im Gegensatz zu vielen seiner Verwandten im Ranoidea-aurea-Komplex ist Ranoidea moorei bei weitem weniger in Gefahr, eine bedrohte Art zu werden. Dadurch, dass der Frosch ein relativ weites Verbreitungsgebiet besitzt, eine hohe Toleranz gegenüber wechselnden Umweltbedingungen besitzt, zahlreich an Individuen ist und keinerlei bis sehr wenig Tendenz dazu zeigt zurückzugehen, wird vermutet, dass sich der Artgefährdungsstatus auch nicht so bald ins Negative umkehren sollte. Zwar ist die Art wie auch die verwandten Arten von Chytridpilz-Infektionen betroffen, doch gibt diese hier auch nicht wirklich Grund zur Sorge.

## Fortpflanzung und Lebensweise

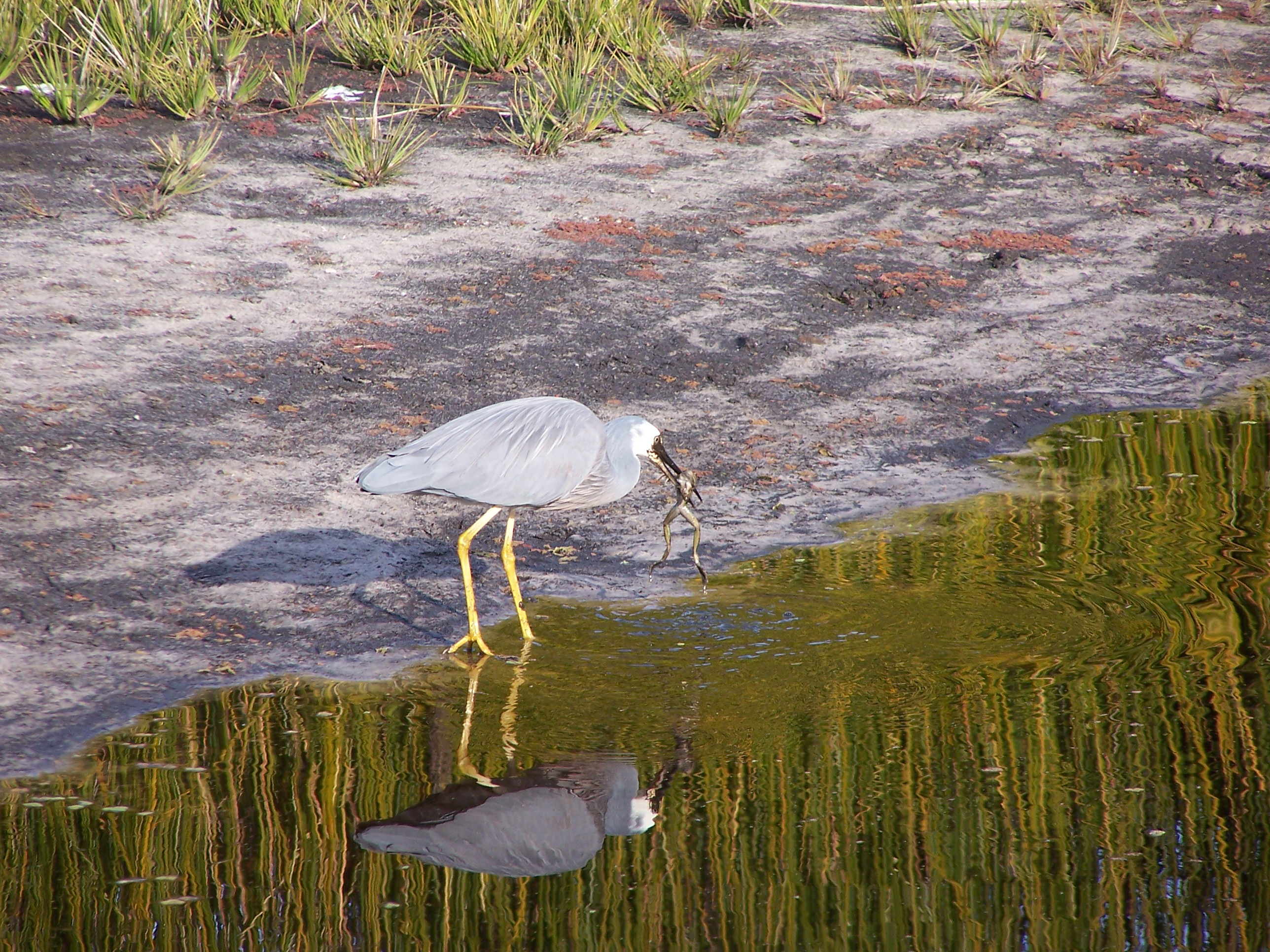
Ein Reiher, natürlicher Feind des Frosches, mit einem erbeuteten Exemplar.

Die Paarungszeit beginnt für den Motorradfrosch zu Frühlingsbeginn bis hinein in den Spätsommer. In dieser Zeit ist oft der bekannte Paarungsruf zu hören, den die Männchen ertönen lassen. Dazu suchen sich diese eine geeignete Position auf Schilf oder anderen Wasserpflanzen. Die Paarung findet statt, indem sich ein paarungsbereites Weibchen dem Männchen nähert, damit dieser sich mithilfe seiner Brunstschwielen an ihr festklammert. Der Laich, in Form klebriger, durchsichtiger Klumpen, wird an Treibgut und Vegetation geheftet, wo er verweilt, bis die Jungen ausschlüpfen.
Obwohl der Motorradfrosch ein Australischer Laubfrosch ist, klettert er sehr selten höher als ein oder zwei Meter ins Blattwerk hinauf, er ist bodenbezogen und verweilt den Großteil seiner Zeit in dieser Höhe.
Motorradfrösche fressen hauptsächlich Gliederfüßer (Arthropoden), selten jedoch andere kleine Frösche; auch Kannibalismus gegenüber Jungtieren kann vorkommen. Im Kaulquappenstadium besteht die Ernährung aus Algen und vereinzelt auch Fleisch. Die Kaulquappen setzen sich, den Erwachsenen gleich, täglich ein bis zwei Stunden der prallen Sonne aus, um so ihr Wachstum zu fördern.